# USS Maryland (BB-46)

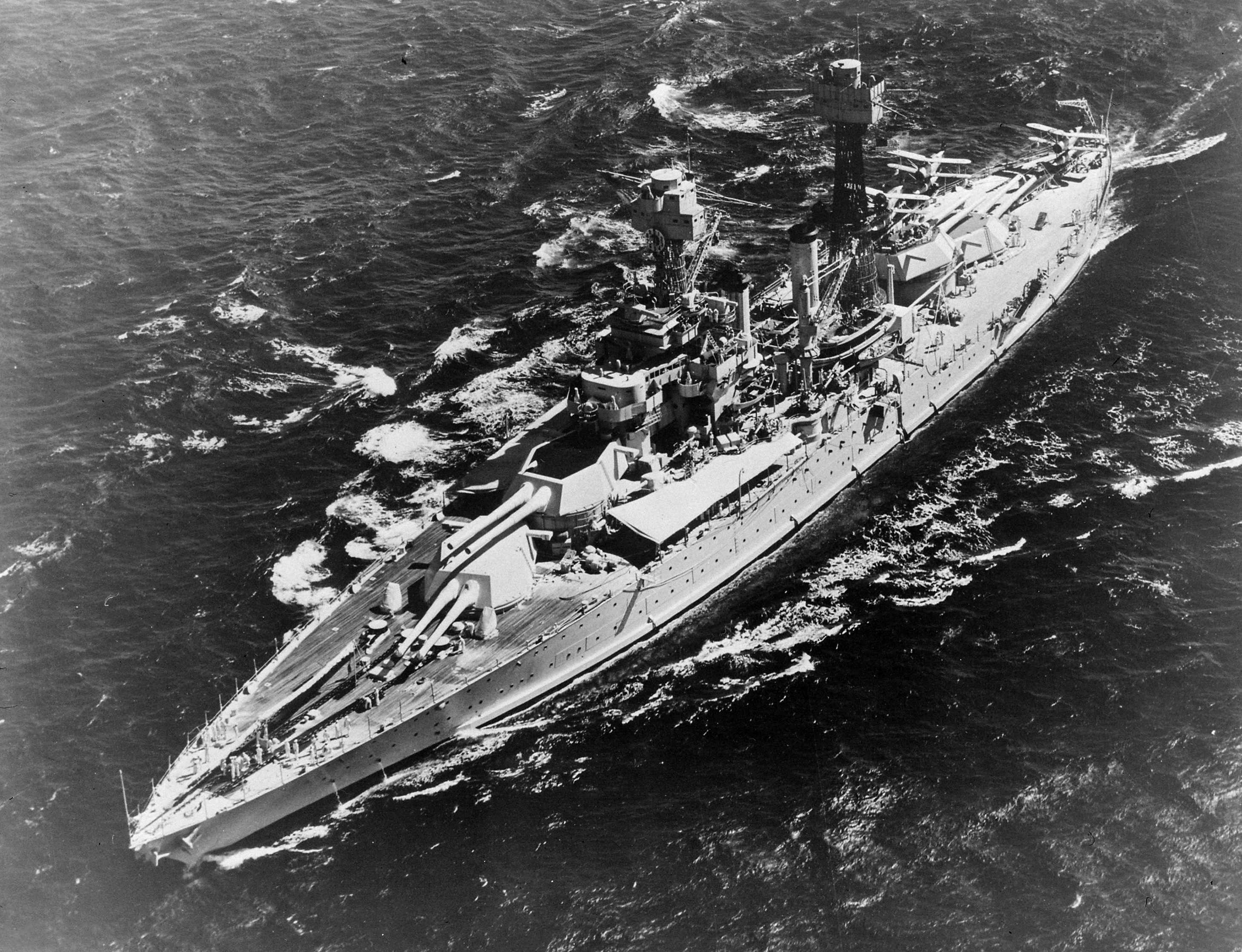
Maryland v roce 1935

USS Maryland (BB-46) byla bitevní loď Námořnictva Spojených států amerických. Jednalo se o druhou jednotku třídy Colorado.

## Stavba
Loď byla dne 5. prosince 1916 objednána v americké loděnici Newport News Shipbuilding. Kýl lodi byl založen o rok později. Maryland byla roku 1920 spuštěna na vodu a 21. července 1921 byla uvedena do služby a zařazena do válečné flotily.

## Útok na Pearl Harbor
7. prosince 1941 zaútočilo Japonské císařské námořnictvo na americký vojenský přístav Pearl Harbor, kde zrovna kotvilo 8 bitevních lodí a několik dalších válečných lodí. Maryland byla zasažena několika bombami, ale byla pouze lehce poškozena, takže se mohla rychle vrátit do služby.

## Výzbroj
Hlavní výzbroj lodi tvořily 4 dvojhlavňové dělové věže s děly ráže 406 mm. Sekundární výzbroj tvořilo 12 děl ráže 127 mm. O protiletadlovou obranu se staraly 4 kanóny ráže 76 mm a také ve výzbroji lodě nesměly chybět 2 torpédomety s torpédy o průměru 533 mm.